# Vladimir Rudnev
Pour les articles homonymes, voir Roudnev.
Vladimir Sergueïévitch Roudnev (en russe : Владимир Сергеевич Руднев) est un ancien arbitre soviétique de football des années 1970.

## Carrière
Il a officié dans une compétition majeure, :
- Coupe d'Union soviétique de football 1975 (finale)
- JO 1976 (1 match)
- Coupe d'Union soviétique de football 1977 (finale)